# Понець
По́нець (пол. Poniec) — місто в західній Польщі.

## Демографія
Демографічна структура станом на 31 березня 2011 року:
|          | Загалом | Допрацездатний вік | Працездатний вік | Постпрацездатний вік |
| -------- | ------- | ------------------ | ---------------- | -------------------- |
| Чоловіки | 1383    | 257                | 985              | 141                  |
| Жінки    | 1506    | 249                | 925              | 332                  |
| Разом    | 2889    | 506                | 1910             | 473                  |